# Pierre Bastien (musicien)
Pour les articles homonymes, voir Pierre Bastien et Bastien.
Pierre Bastien, né en 1953 à Paris, est un musicien expérimental, compositeur et fabricant d'instruments de musique français.

## Biographie
Admirateur de John Cage, ce « compositeur mécanique » débuta en construisant très jeune déjà des instruments à partir d'objets récupérés comme des électrophones usagés, des métronomes, des cymbales ou des poulies. Il fit des études de Lettres à la Sorbonne, mais, influencé par Bernard Vitet et Don Cherry, il se lança en parallèle dans la musique en 1976, à l'occasion d'une soirée parisienne organisée par Jac Berrocal au Théâtre Mouffetard. Il collabora avec Éric Fèvre et Bernard Puvost dans leur groupe Nu Phonic Ensemble, puis avec Bernard Pruvost seulement par la suite, dans un duo baptisé Nu Creative Methods, puis, dès 1983, avec Pascal Comelade dans son Bel Canto Orchestra. Vers la même période il composa pour plusieurs compagnies de danse, notamment pour le ballet Tartine du chorégraphe Dominique Bagouet. Il joua dans d'autres formations telles que Operation Rhino et Effectifs de Profil.
Dès 1977, il fabriqua sa première machine. En 1986 il fonda officiellement son propre orchestre, baptisé Mecanium, composé de neuf machines Meccano jouant divers instruments, tels le luth chinois, le bendir ou le rebab marocains, la kora ou l'angklung sénégalais, le saron javanais, le koto japonais ou la mandoline yougoslave, le tout complété par des accompagnements improvisés de Bastien à la trompette ou au violon,. Dans les années 1990, Mecanium inclut jusqu'à 80 machines-musiciennes, et effectua de nombreuses tournées dans des festivals d'art et de musique, sur les cinq continents.
Bastien a collaboré avec des artistes tels que Robert Wyatt, Jac Berrocal, Jaki Liebezeit, David Fenech, Lukas Simonis, Klimperei, Pierrick Sorin et Issey Miyake. Ses productions ont été publiées sur des labels tels que Lowlands, Signature-Radio France, Rephlex, Tigersushi et Alga Marghen. Il est également titulaire d'un DEA en littérature française du XVIIIe siècle, son Diplôme d'Etudes Approfondies portant sur le pré-surréaliste Raymond Roussel.

## Discographie

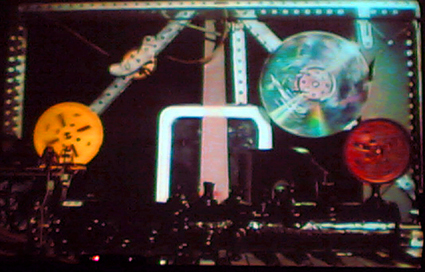
Mecanium

- 2022, avec David Fenech, LP/CD, Suspicious Moon, Improved Sequence, IMP078
- 2008, avec Dominique Grimaud, CD, Rag-Time vol. 2, InPolysons, IPS0308
- 2007, CD, Les Premières Machines: 1968-1988, Gazul, distribution Musea
- 2005, CD, POP, Rephlex, Cat 162
- 2005, CD, Téléconcerts, Signature, SIG 11042
- 2005, CD, Sé Verla al Revés, g33g, G3GPB1
- 2004, MCD, Boite Nº 7, Editions Cactus, CD 007
- 2001, LP/CD, Mecanoid, Rephlex, CAT 119 CD/LP
- 2001, avec Alexei Aigui, CD, Musique Cyrillique, SoLyd Records, SR0308
- 2002, avec Lukas Simonis, CD, Mots d´Heures: Gousses, Rames, InPolysons, IPS0402
- 2000, CDrom, Neuf Jouets Optiques, Éditions Cactus
- 1998, CD, Musiques Paralloïdres, Lowlands, 012
- 1998, avec Klimperei, CD, Mécanologie Portative, Prikosnovénie

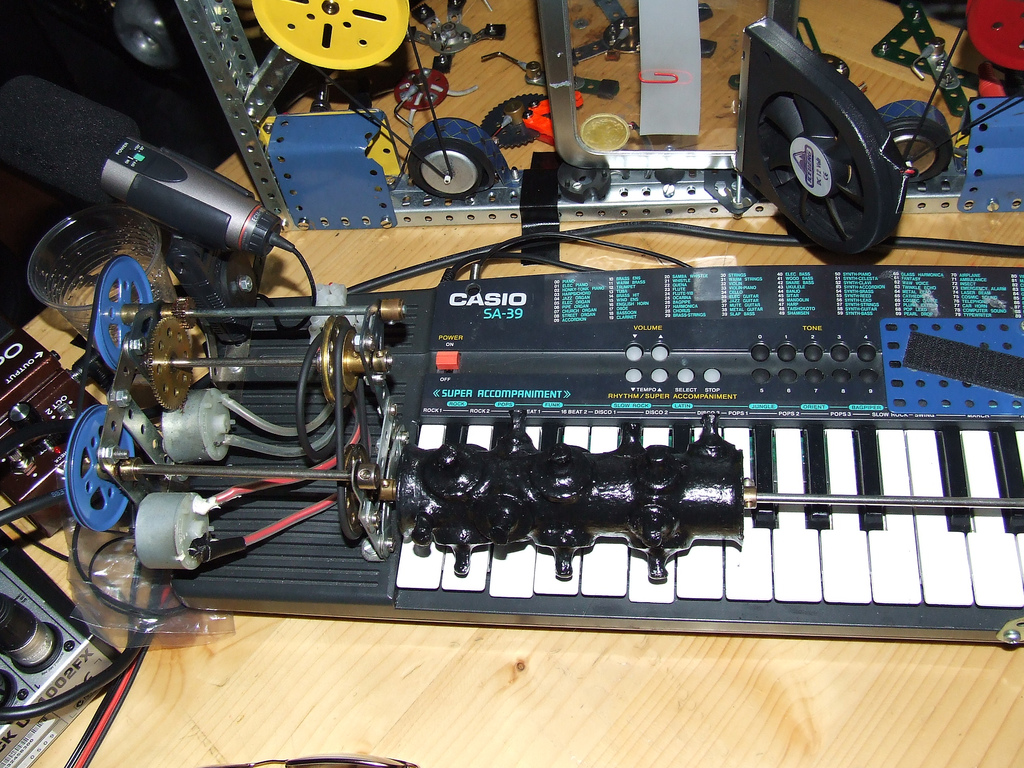
Un "membre" de Mecanium, en concert à Belgrade en 2006

- 1997, avec Pascal Comelade, Jac Berrocal & Jaki Liebezeit, CD, Oblique Sessions, DSA, DSA54054
- 1996,	CD, Eggs Air Sister Steel, In Poly Sons, IPS 10-94
- 1996,	CD, Boîte N°3, Éditions Cactus, CD 003
- 1994,	7", Mécanisme de l'Arcane 17, G33G
- 1993, CD, Musiques Machinales, SMI NM204
- 1988, LP, Mecanium, ADN, DMM 007R
- 1988, K7, avec Peter Bastiaan et Bernard Pruvost, Hommage à Jean Raine, BPC
- 1977, Nu Creative Methods, Nu Jungle Dances, NCM